# 室木站
室木站（日语：／ Muroki eki */?）是位於福岡縣鞍手郡鞍手町大字室木，日本國有鐵道（國鐵）室木線的鐵路車站（廢站）。

## 歷史
- 1908年（明治41年）7月1日：國鐵遠賀川站至此站之間（後來定名為室木線）開業，此站啟用[1]。當時為一般車站[1]。
- 1974年（昭和49年）3月5日：結束行李起卸業務[1]。成為無人車站[2]。
- 1985年（昭和60年）4月1日：隨著室木線全線被廢除，此站也被廢除[1]。

## 車站構造
此站為無人車站，設有1面1線的單式月台。除了本線外，此站還有機走線。站舍是車站啟用時建造。

## 車站周邊
- 福岡縣道55號宮田遠賀線（日语：福岡県道55号宮田遠賀線）
- 西川（遠賀川支流）
- 福岡縣道9號室木下有木若宮線（日语：福岡県道9号室木下有木若宮線）
- 九州自動車道
- 山陽新幹線

## 運輸量、收入
| 年度 | 旅客（人） | 貨物量（公噸） | 旅客收入（日圓） | 貨物收入（日圓） |
| ---- | ---------- | -------------- | ---------------- | ---------------- |
| 1924 | 33,449     | 55,806         | 12,381           | 44,721           |
| 1928 | 22,039     | 32,551         | 7,266            | 28,030           |
| 1931 | 19,267     | 54,517         | 5,112            | 41,472           |
| 1935 | 18,883     | 51,001         | 4,782            | 42,900           |

- 參考自各年度版《福岡縣統計書》

## 其他
在煤礦產業衰退後，此站曾經設有一些側線，以用作運送山陽新幹線建材之用，在工程完結後，側線被撤去。

## 相鄰車站
日本國有鐵道（國鐵）
室木線
八尋－室木

## 注腳
1. 1 2 3 4 5 6  石野哲 (编).  初版. JTB. 1998-10-01: 694. ISBN 978-4-533-02980-6 （日语）.
2. ↑  . 鐵道公報 (日本國有鐵道總裁室文書課). 1974-03-05: 4 （日语）.

## 相關項目
- 日本鐵路車站列表 Mu